# Cylistella cuprea
Cylistella cuprea là một loài nhện trong họ Salticidae.
Loài này thuộc chi Cylistella. Cylistella cuprea được Eugène Simon miêu tả năm 1864.